# Воля Биковська
Воля Биковська (пол. Wola Bykowska) — осада в Польщі, у гміні Ґрабиця Пйотрковського повіту Лодзинського воєводства.
Протягом 1975–1998 років входило до складу Пйотркувського воєводства.
У селі розташований пйотрковський логістичний парк.